# Фінарфін
Фінарфін (англ. Finarfin) — у легендаріумі Дж. Р. Р. Толкіна третій, наймолодший син Фінве, правитель нольдорів, які залишилися у Валінорі. Брав участь у Війні Гніву (6 битві за Белеріанд), де очолював військо валінорських нольдорів.
Згідно з переказами, Фінарфін був найпрекраснішим і мав наймудріше серце серед своїх братів.

## Життєпис

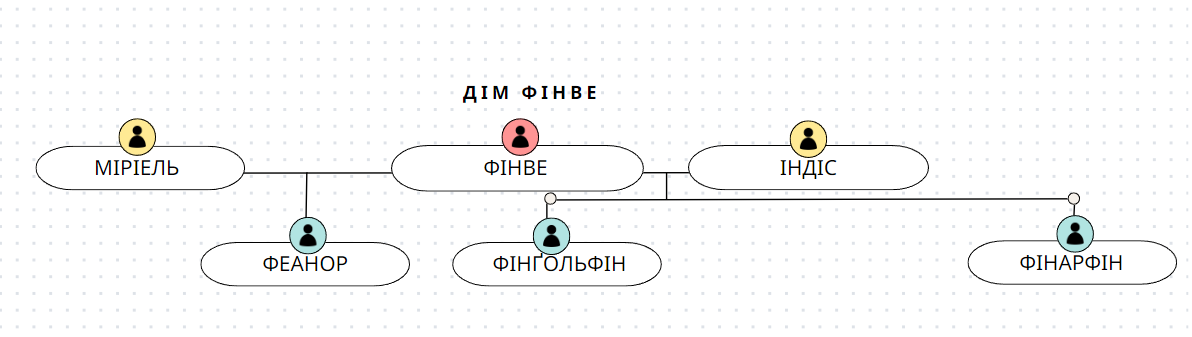
Дім Фінве

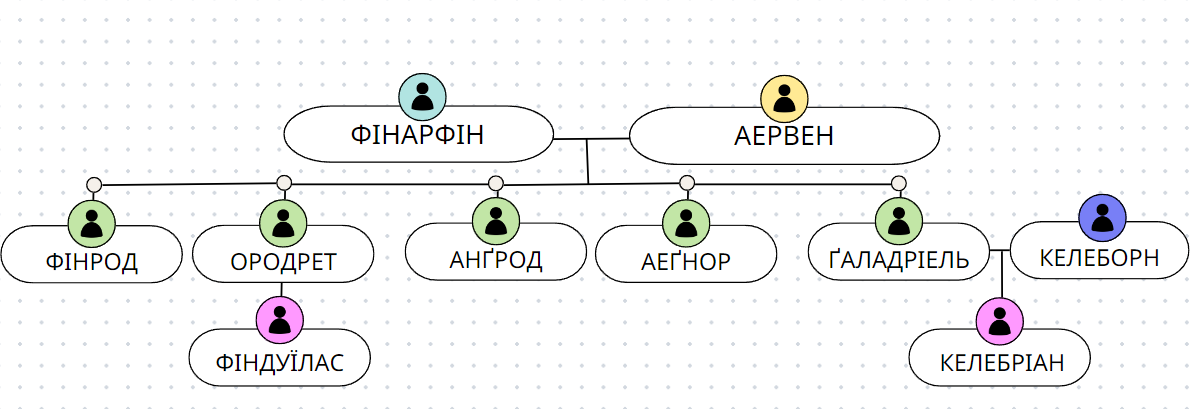
Дім Фінарфіна

Фінарфін був третім сином Фінве, Верховного Короля Нольдорів. Він мав старшого рідного брата Фінґольфіна та старшого зведеного брата Феанора.  

#### Клятва Феанора
Коли Феанор проголосив клятву та вирішив покинути Аман і податися до Середзем’я, Фінарфін теж пішов за ним, адже не хотів покидати свій народ. 

#### Північне Пророцтво
Після того, як сталося Перше Братовбивство (або Братовбивство в Альквалонде), рушення Феанора на кораблях телерів дісталося до Араманського пустища. Там ельфи-нольдори побачили темну постать (дехто стверджує, що це був Мандос), яка виголосила Північне Пророцтво (або Долю Нольдорів): 
- Відтепер валари відмежовують Валінор від дому Феанора та його послідовників., обітниця Феанора буде верховодити ними, та принесе лише біди та страждання, горе та смерть., на лихо обернуться усі добрі наміри і їх переслідуватиме зрада., вони довіку будуть Ізгоями, адже пролили братню кров.

Так був виголошений присуд валарів. 
Та Феанор був непохитний і був рішучий йти дали до своєї мети.  
Однак Фінарфін відділився від строю з частиною свого народу і повернув назад. Так він дістався Валінору, отримав прощення від валарів і був призначений правителем нольдорів, які залишилися в Амані.  
Однак його сини та донька не покинули рушення Феанора та Фінґольфіна, тому їх не було з ним. 

#### Війна Гніву
Під час 6 та останньої битви за Белеріанд — Війни Гніву, Фінарфін очолював військо валінорських нольдорів. 